# Rétinopathie diabétique
 Mise en garde médicale
La rétinopathie diabétique consiste en une atteinte de la rétine survenant dans le cadre d'un diabète sucré (on parle de microangiopathie).

## Épidémiologie
Sa fréquence est corrélée avec le niveau du sucre dans le sang (glycémie) sans que l'on puisse fixer un seuil en deçà duquel le risque est réduit. Le diabète sucré est la principale cause de cécité au Canada avant l'âge de 65 ans. Des lésions rétiniennes sont retrouvées dans près d'un tiers des diabétiques adultes américains et semblent plus fréquentes chez l'homme, surtout hypertendu. En effet ce dernier contribue à la détérioration des vaisseaux sanguins de la rétine. Il en résulte une perte progressive de la vision, l’évolution de la maladie est lente. Cependant la vision baisse vraiment lorsque la macula est touchée. 
Les formes graves, susceptibles d'altérer la vision, représentent un peu moins de 10 % de ces rétinopathies. Elle est la principale responsable de cécité chez les américains de moins de 70 ans.

## Mécanismes
Il existe une augmentation de la perméabilité des capillaires rétiniens, provoquant hémorragies et exsudats. Les vaisseaux peuvent s'occlure. La conséquence en est alors une ischémie (défaut d'oxygénation) de la rétine. La sécrétion de facteur de croissance de l’endothélium vasculaire  est stimulée, conduisant à la formation de capillaires anormaux et peu fonctionnels (néo-vascularisation) qui dégradent l'acuité visuelle et endommageant certaines structures oculaires (comme le canal excréteur de l'humeur aqueuse (canal de Schlemm), dont l'obstruction par les néovaisseaux iriens entraîne une augmentation de la pression intra-oculaire, favorisant un glaucome.

## Diagnostic

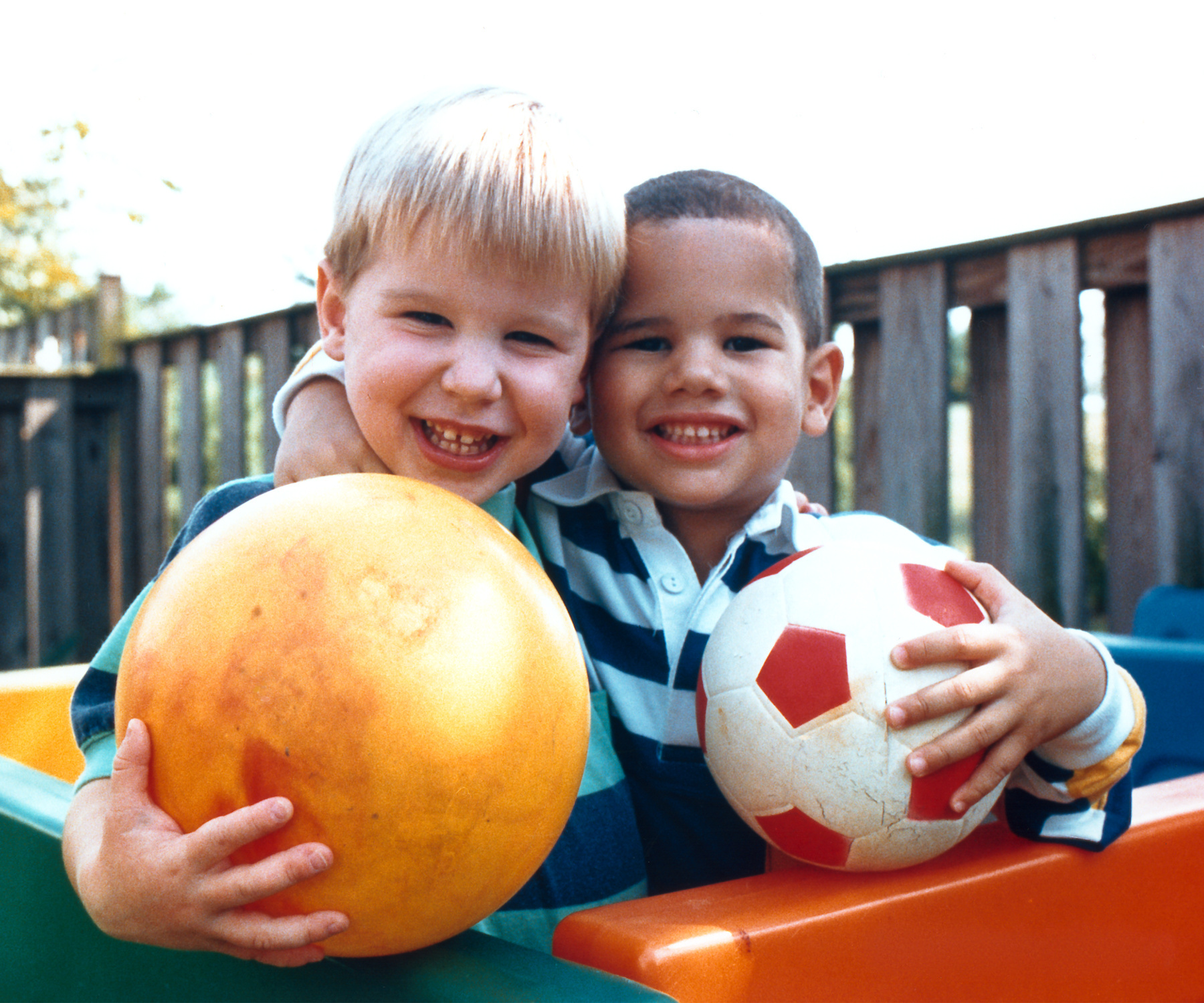
Vision normale

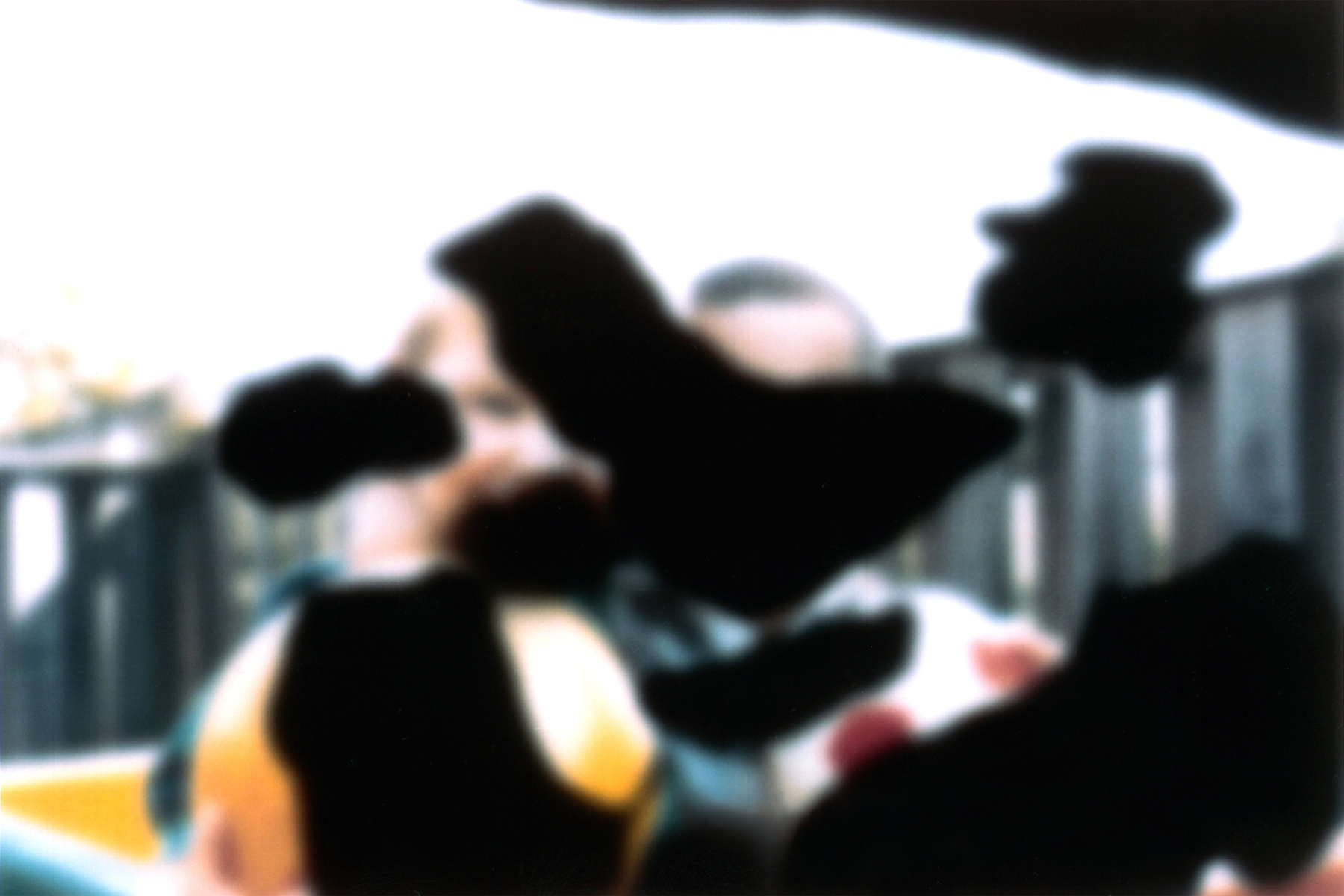
Le même point de vue avec la rétinopathie diabétique.

La maladie est asymptomatique à ses débuts, les troubles de la vision signant fréquemment une atteinte évoluée et irréversible. Le diagnostic  et le dépistage se font grâce au fond d'œil pouvant être complété par une angiographie par fluorescence (fond d’œil avec utilisation d’un traceur fluorescent pour mieux voir les vaisseaux sanguins). Le fond d'œil fait partie du bilan systématique de tout diabétique et doit être répété annuellement. Ces examens peuvent être complétés par une ophtalmoscopie à champ large et par une tomographie en cohérence optique.
Deux types sont ainsi distingués : une non proliférative où l'atteinte prédomine sur les vaisseaux normaux (micro anévrismes, hémorragies) et une proliférative avec formations de néo vaisseaux avec les mêmes complications. Les néo vaisseaux colonisent, en outre, le vitré, pouvant causer des hémorragies vitréennes, des tractions sur la rétine pouvant être responsable d'un décollement de la rétine.
Une atteinte de la macula est grave puisqu'elle compromet la vision centrale. Elle est un peu plus fréquente lors d'un diabète de type 2.  Elle peut être de type ischémique, avec raréfaction des vaisseaux à son niveau, ou œdémateuse, par exsudation de liquides à travers des capillaires altérés.

## Traitement

### Traitement préventif
Le contrôle strict du diabète minimise le risque d'évolution de la rétinopathie. De même, un contrôle strict de l'hypertension artérielle améliore le pronostic.
Une supplémentation en micronutriments à visée oculaire est conseillée en prévention ; l'utilisation d'extrait de pin maritime a montré une réduction des saignements rétiniens et une amélioration de l'acuité visuelle, ainsi qu'une réduction de l'œdème rétinien induit par la rétinopathie diabétique.
Une supplémentation ou une alimentation enrichie en Oméga-3 (notamment en DHA) permet de diminuer les phénomènes inflammatoires en inhibant la voie des prostaglandines et limite les phénomènes angiogéniques.
Il est également démontré que des carences en magnésium et en chrome entrainent une diminution de la sensibilité des récepteurs à l'insuline ; cette diminution est plus prononcée chez les patients diabétiques ayant développé une rétinopathie diabétique.
Les vitamines B1 et B6, ont un effet cytoprotecteur par inhibition des produits terminaux de la glycation (PTG) comme l'hémoglobine glyquée (HbA1c), responsables de l’environnement inflammatoire à l’origine des complications du diabète.
Le fénofibrate, un médicament faisant baisser le taux de cholestérol sanguin, pourrait également diminuer le besoin de recours à d'autres traitements comme le laser.

### Traitement curatif
En l'absence de trouble de l'acuité visuelle, une simple surveillance peut être proposée.
La photocoagulation au laser consiste à faire des tirs sur la rétine sous le contrôle de la vue de l'opérateur, créant ainsi des microbrûlures et une zone cicatricielle. Elle réduirait la formation de néo-vaisseaux en diminuant la sécrétion en VEGF, facteur de croissance vasculaire. En cas d'œdème de la macula, elle pourrait diminuer le risque de perte de la vision. dans les formes prolifératives, elles diminuent de plus de moitié le risque de diminution de l'acuité visuelle.
L'ablation chirurgicale du vitré (vitrectomie) a une bonne efficacité dans les formes prolifératives avec un petit risque d'hémorragie intra-vitréenne.
En cas d'œdème maculaire, plusieurs médicaments peuvent inhiber l'action du VEGF, associés ou non au laser. Ils ont démontré une certaine activité dans la rétinopathie diabétique (ranibizumab, bevacizumab, aflibercept)  mais nécessitent des injections intra-oculaires répétées. Le prix de ces molécules limite également leur prescription. A un stade peu avancé, les trois médicaments sont équivalents, le bevacizumab étant de loin le moins cher. A un stade plus avancé, l'aflibercept semble plus efficace. Donner du bavacizumab en premiète intention, changé contre de l'aflibercept en cas d'échec, donne d'aussi bons résultats que l'aflibercept, donné en première intention, à un cout bien moindre.